# 賀斯比圖勒體育中心
奧斯皮塔萊特體育中心是一支位於西班牙加泰罗尼亚自治区奥斯皮塔莱特市的足球俱乐部，成立於1957年。球會現時於西班牙皇家足協丙組聯賽作賽，主場球場是費伊莎·利亞爾加體育場，可容納6740人。